# Giulio Serafini
Giulio Serafini (12 de outubro de 1867 - 16 de julho de 1938) foi um cardeal da Igreja Católica Romana que serviu como presidente da Comissão Pontifícia para a Autêntica Interpretação do Código de Direito Canônico e Prefeito da Congregação do Conselho.
Serafini nasceu em Bolsena, na Itália. Ele foi educado no Seminário Menor de Orvieto e no Seminário Romano-Pio, em Roma, onde obteve o doutorado utriusque iuris (tanto em direito canônico quanto civil). Foi ordenado sacerdote em 6 de abril de 1890. Foi membro do corpo docente do Seminário de Orvieto de 1895 a 1901 e foi reitor de 1897 até 1901. Foi criado como secretário particular de Sua Santidade em 7 de janeiro de 1904.

## Episcopado
O Papa Pio X nomeou-o Bispo de Pescia em 4 de março de 1907 e foi consagrado em 26 de maio por Pietro Respighi , Cardeal Vigário de Roma. Em 21 de dezembro do mesmo ano, ele foi transferido para a sede titular de Lampsacus .

## Cardinalizado
O Papa Pio XI criou e proclamou-o cardeal-diácono de Santa Maria Sopra Minerva no consistório de 30 de junho de 1930, e nomeou-o presidente da Pontifícia Comissão para a Autêntica Interpretação do Código de Direito Canônico , uma nomeação a que acrescentou em 4 de julho 1930 a de Prefeito da Congregação do Conselho .
Serafini manteve ambas as posições até a sua morte em 1938. Ele está enterrado na igreja de Santa Maria sopra Minerva em Roma.